# Quỳnh Thiện
Quỳnh Thiện là một phường thuộc thị xã Hoàng Mai, tỉnh Nghệ An, Việt Nam.

## Địa lý
Phường Quỳnh Thiện nằm ở trung tâm thị xã Hoàng Mai, có vị trí địa lý:
- Phía đông giáp phường Quỳnh Dị và xã Quỳnh Lộc
- Phía tây giáp phường Mai Hùng và xã Quỳnh Vinh
- Phía nam giáp phường Mai Hùng
- Phía bắc giáp tỉnh Thanh Hóa.

Phường có diện tích 11,61 km², dân số năm 2013 là 12.337 người, mật độ dân số đạt 1.063 người/km².
Trên địa bàn phường có Quốc lộ 1 và đường sắt Bắc Nam đi qua. Ngoài ra, sông Hoàng Mai tạo thành ranh giới phía nam của phường.

## Lịch sử
Trước đây, Quỳnh Thiện là một xã thuộc huyện Quỳnh Lưu.
Ngày 21 tháng 4 năm 2006, Chính phủ ban hành Nghị định 41/2006/NĐ-CP. Theo đó, thành lập thị trấn Hoàng Mai trên cơ sở toàn bộ 1.160 ha diện tích tự nhiên và 8.698 người của xã Quỳnh Thiện.
Ngày 3 tháng 4 năm 2013, Chính phủ ban hành Nghị quyết 47/2013/NQ-CP. Theo đó, tách thị trấn Hoàng Mai và 9 xã phía bắc huyện Quỳnh Lưu để thành lập thị xã Hoàng Mai, đồng thời thành lập phường Quỳnh Thiện trên cơ sở toàn bộ 1.160,67 ha diện tích tự nhiên và 12.337 người của thị trấn Hoàng Mai.
Từ xa xưa trên địa bàn xã này có tuyến kênh Nhà Lê nối từ  kinh đô Hoa Lư đến Đèo Ngang đi qua, là tuyến đường thủy đầu tiên trong lịch sử Việt Nam và được coi là tuyến đường Hồ Chí Minh trên sông vì những đóng góp cho các cuộc chiến tranh của người Việt (hiện là một đoạn của sông Mai Giang theo tên gọi địa phương).